# Salvatore Maugeri
Salvatore Maugeri (Aci Catena, 17 novembre 1905 – Milano, 24 febbraio 1985) è stato un medico italiano.

## Biografia
Nato ad Aci Catena, in provincia di Catania, il 17 novembre 1905 da Orazio e da Lucia Pennisi, si laureò in Medicina e chirurgia all'Università degli Studi di Parma nel 1929. Abilitato alla professione dal 1930 presso l'Università degli Studi di Messina, compì studi specialistici in Germania presso le università di Friburgo, Tubinga, Berlino e Monaco di Baviera.
Aiuto ed assistente effettivo del professor Luigi Preti - di cui fu allievo presso l'ateneo parmese - in Medicina del lavoro all'Università degli Studi di Milano, dal 1941 fu all'Università degli Studi di Padova, titolare della cattedra di Medicina del lavoro, che terrà fino al 1955. Nel 1952, sempre a Padova, fondò il primo Istituto di Medicina del Lavoro. 
Nel 1955 fu docente all'Università degli Studi di Pavia dove, nel 1960, realizzò il secondo Istituto Universitario di Medicina del Lavoro, e nel 1965 dette vita alla fondazione Clinica del Lavoro, che nel 1969, a seguito di riconoscimento con decreto ministeriale divenne Istituto di Ricovero e Cura a Carattere Scientifico (IRCCS). Dopo la sua morte, avvenuta a Milano il 24 febbraio 1985, l'istituto da lui creato divenne Fondazione Salvatore Maugeri, Clinica del Lavoro e della Riabilitazione (D.M. 30 maggio 1995), che dispone di sedi in diverse zone d'Italia (Pavia, Telese Terme, Tradate, Bari, Milano, Montescano, Nervi, Veruno, Torino, Lumezzane, Castel Goffredo, Lissone, Marina di Ginosa, Mistretta, Sciacca, Ribera, Perarolo di Vigonza). 
Nella sua lunga ed importante attività scientifica, diede un contribuito significativo, con terapie d'avanguardia, alle cure di patologie gravissime. Si occupò dapprima delle malattie del sangue, in seguito di patologie connesse all'ambiente di lavoro e della loro prevenzione. Fu autore di numerose pubblicazioni scientifiche avendo collaborato con diverse riviste quali La Medicina del Lavoro, Gazzetta degli ospedali e delle cliniche, Rassegna di medicina industriale.